# Durch Paris mit Ach und Krach
Durch Paris mit Ach und Krach ist ein Spielfilm des französischen Regisseurs Gérard Pirès aus dem Jahr 1973. Die Komödie basiert auf dem Roman Quatre heures de transport par jour von Brigitte Gros. Geschnitten wurde der Film von Jacques Witta. Der Ausdruck Métro, boulot, dodo kann als Überbegriff für das Hauptthema des Films gelten. Der Film wurde größtenteils in Aubergenville bei Paris gedreht.

## Handlung
Die Komödie behandelt ein, damals wie heute, sehr aktuelles Thema im Großraum Paris. Es geht um die Schwierigkeit, bezahlbaren Wohnraum zu finden, welchen es vor allem in den Vorstädten gibt, das damit verbundene Pendeln ins Pariser Zentrum zur Arbeit und generell um die Aufgabe all das mit dem Privatleben unter einen Hut zu bringen. Der Film spielt in den 1970er Jahren und zeigt das stressige Leben der Vorstadtbewohner im Großraum Paris. Um zum Arbeiten ins Pariser Zentrum zu gelangen, benutzen die meisten von ihnen die öffentlichen Verkehrsmittel. Manche benutzen auch das eigene Auto, stehen damit aber meistens im Stau. An den Wochenenden belastet die Vorstädter der Hauslärm zusätzlich. Dadurch, dass Arbeiten und Pendeln so viel Zeit verbraucht, bleibt nur noch wenig Zeit, um ein Privatleben zu führen. Es fehlen dadurch Gelegenheiten andere Menschen und somit auch neue Geschlechtspartner kennenzulernen. Aber auch verheiratete Paare finden kaum Zeit für einander.

## In der Realität
Fotos, die die im Film behandelte zentrale Problematik in der Realität wiedergeben.

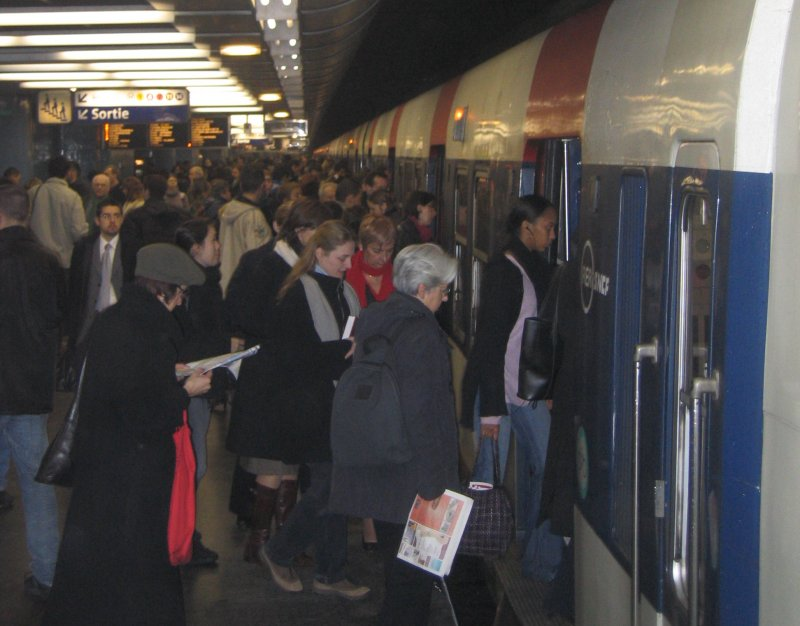
Rushhour in der Pariser RER.
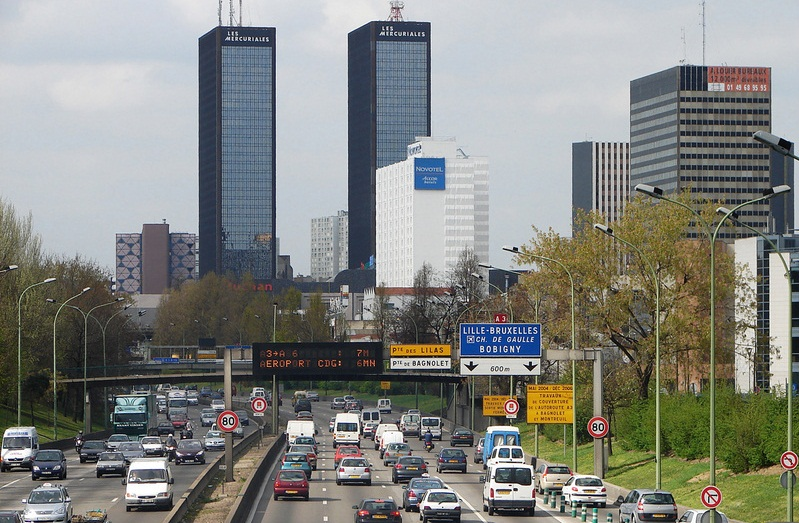
Stau auf dem Boulevard périphérique.
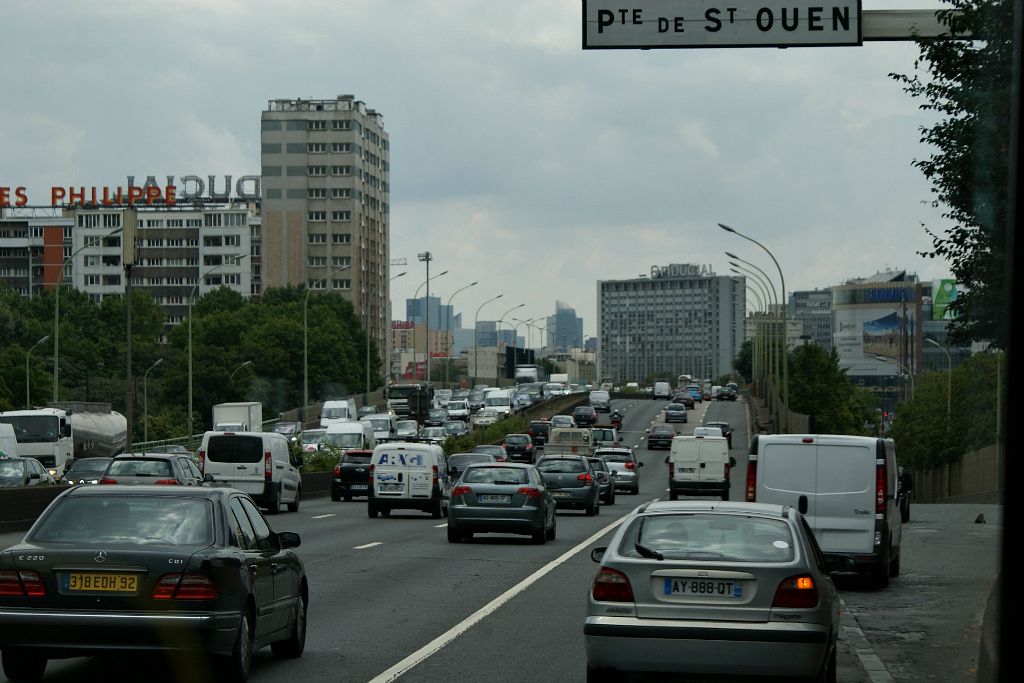
Stau auf dem Boulevard périphérique.
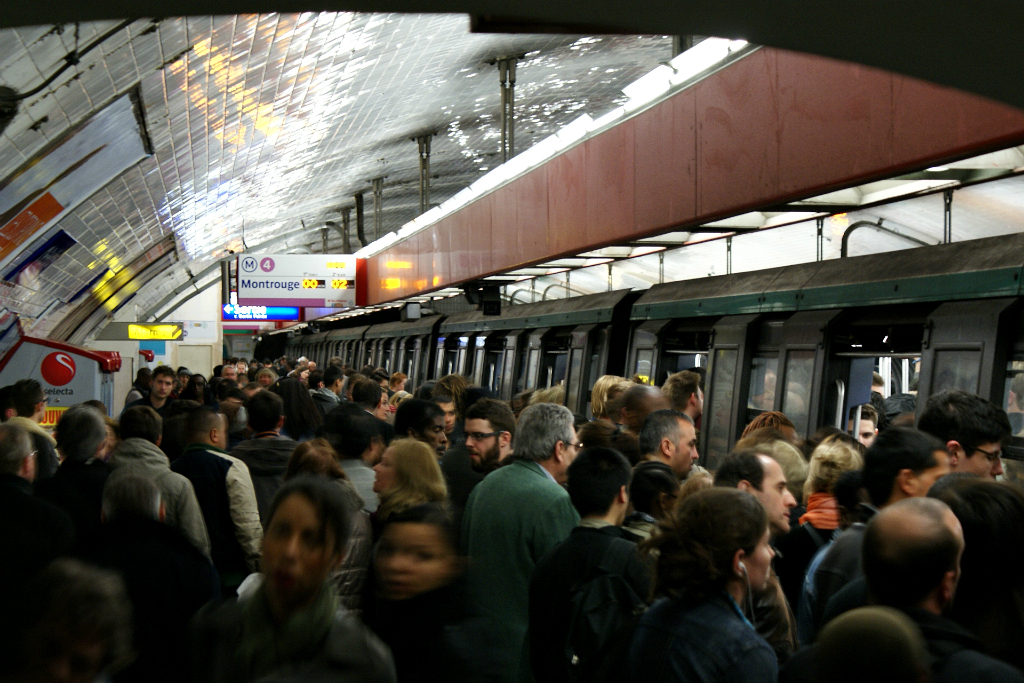
Rushhour in der Pariser Métro.
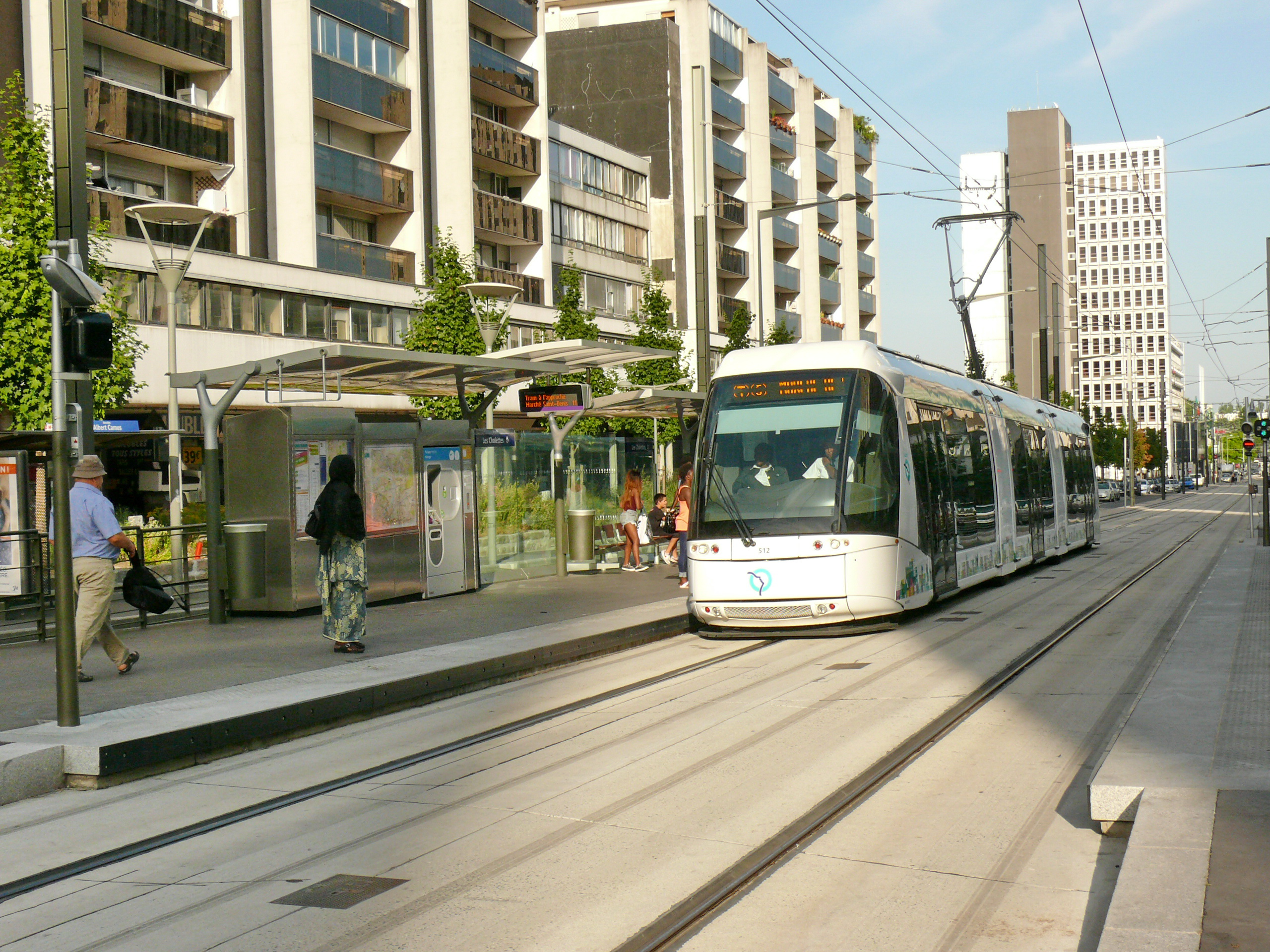
Beispiel für Bauweise in den Vorstädten (hier in Sarcelles).
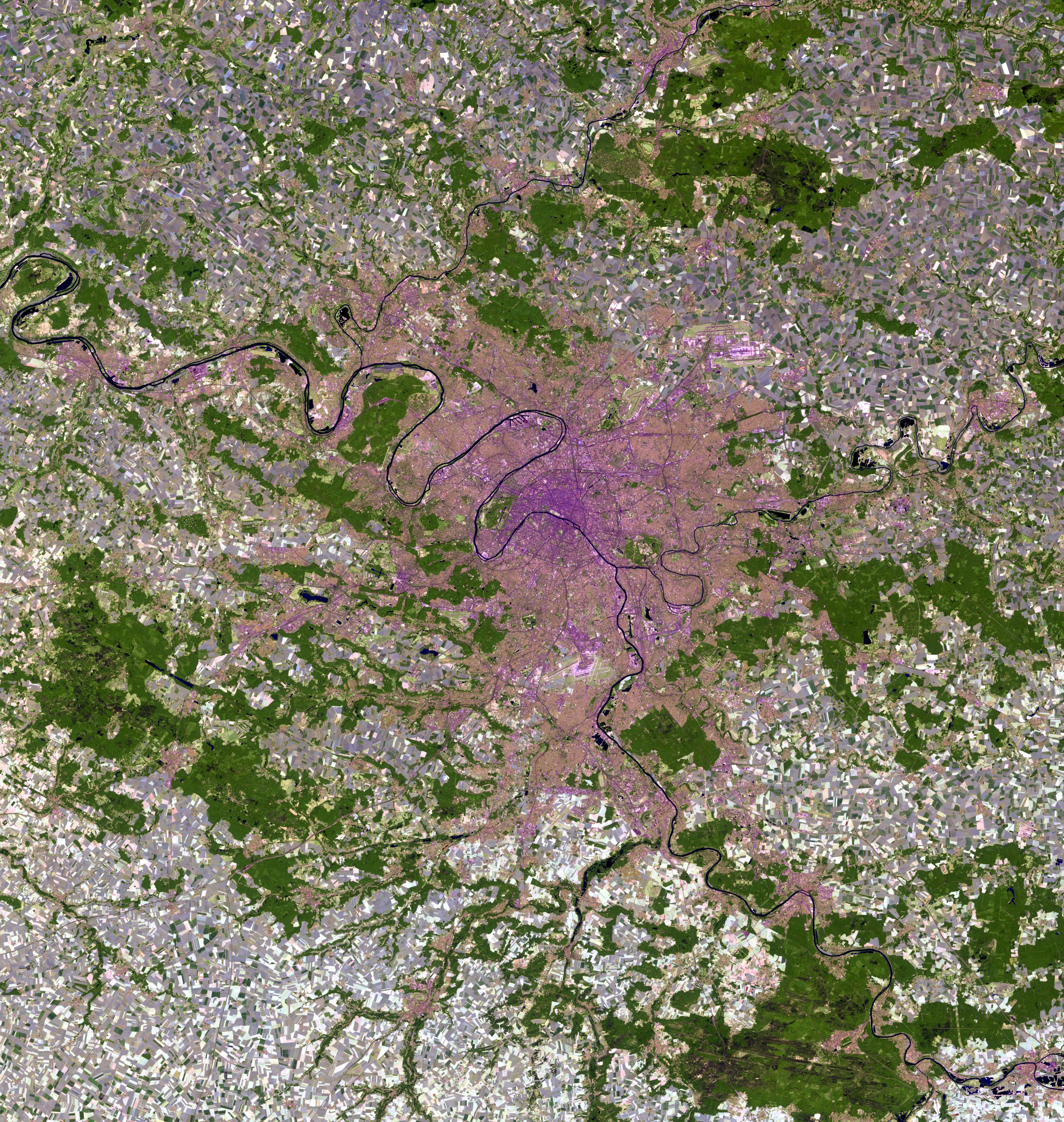
Satellitenbild von Paris und der Vorstadt (2011: 12,3 Mio. Einwohner).

## Kritik
„Die sozialen, menschlichen und politisch-ökonomischen Probleme von Trabantenstädten werden mit leichter Hand, aber nicht ohne Nachdenklichkeit verdeutlicht.“